# Itkillik River
Der Itkillik River ist ein 354 Kilometer langer rechter Nebenfluss des Colville River im Norden des US-Bundesstaats Alaska. 

## Verlauf
Seine Quelle liegt in der Nähe des Oolah Pass in den Endicott Mountains, einem Gebirgszug der Brookskette, im Nordosten des Gates-of-the-Arctic-Nationalparks. Er fließt in nördlicher Richtung durch die North Slope und mündet rund fünf Kilometer südlich von Nuiqsut in den Colville River, dessen Delta zum Arktischen Ozean sich unmittelbar danach aufzufächern beginnt. In der Ebene der North Slope ist der Verlauf des Itkillik River durch starke Mäander geprägt. Er ist einer von vielen Flüssen und Bächen, die den Colville River von der Brookskette nördlich der kontinentalen Wasserscheide her speisen.

## Name
John Simpson dokumentierte 1852 den Namen eines großen Flusses, der rund 50 Kilometer vor der Mündung des Colville Rivers in diesen mündet, als „Itkalingkok“ oder „Indian River“. In den Aufzeichnungen eines Ureinwohners aus Barrow um 1900 wird der Name „it-kil-lik“ verwendet. „Itqiliq“ bedeutet so viel wie „Indianer“.